# Kari Bremnes
Kari Bremnes nació el 9 de diciembre de 1956 en Svolvær (Lofoten, Noruega). Es una cantante y compositora noruega. 

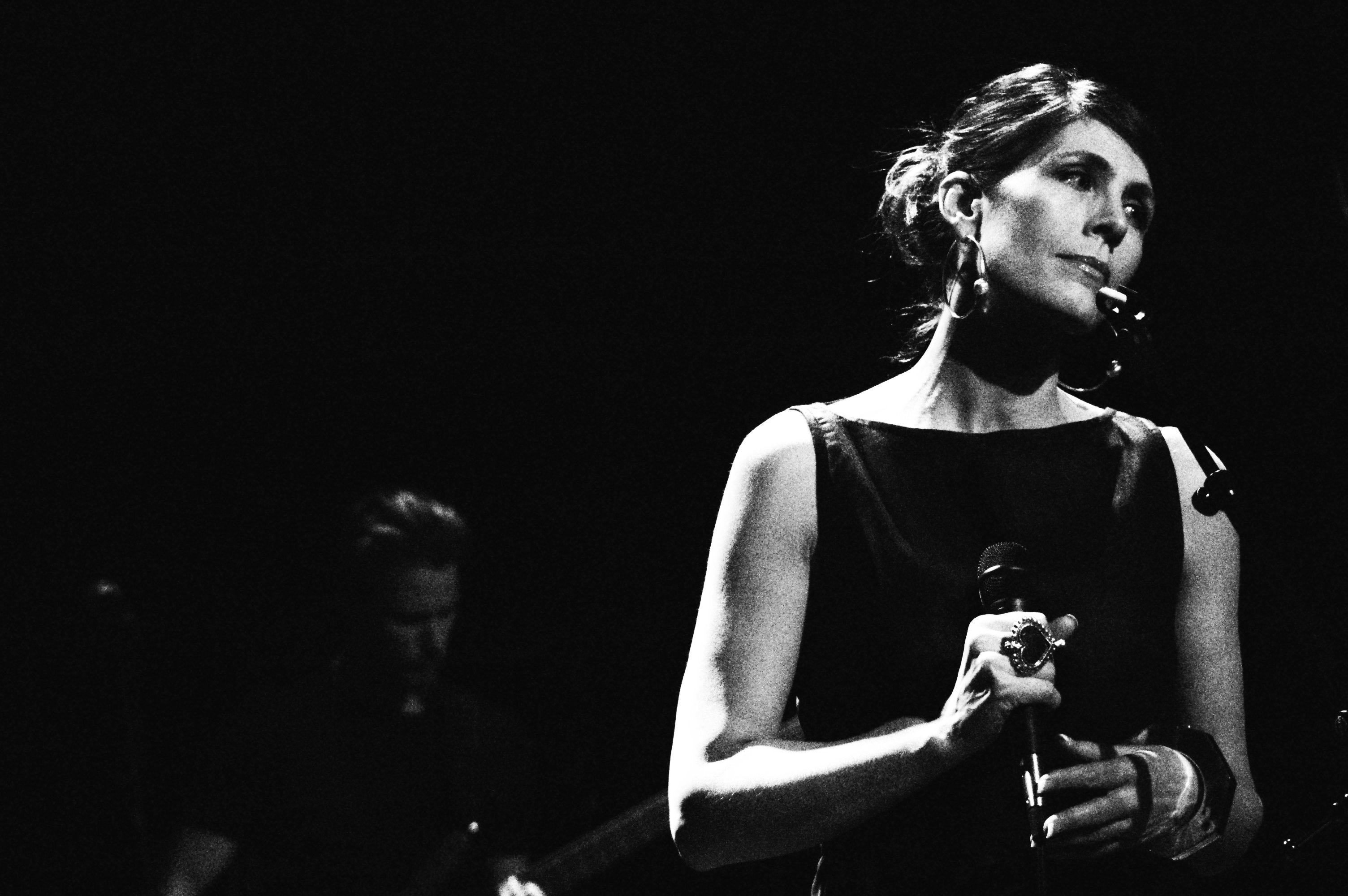
Kari Bremnes durante un concierto en Hamburgo, (2008).

## Biografía
Antes de dedicarse profesionalmente a la música, estudió Lingüística, Literatura, Historia y teatro en la Universidad de Oslo. También trabajó como periodista durante varios años.
Kari Bremnes ha llegado ser una de las cantantes más populares de Noruega, y muy reconocida en otros países del entorno como Suecia, Dinamarca o Alemania. A lo largo de su carrera ha evolucionado desde la canción de autor hasta el rock y el jazz. Canta tanto en inglés como en su lengua materna, el noruego.Norwegian mood (sentir noruego) es uno de sus discos más destacados en el personal universo de Kari Bremnes, con historias cotidianas con una gran carga poética.

## Premios y reconocimientos
- 1987 Premio Spellemannprisen, por el disco Mitt ville hjerte.
- 1991 Premio Spellemannprisen, por el disco Spor.
- 2001 Premio Spellemannprisen, por el disco Soløye, junto a sus dos hermanos, Lars and Ola.

## Discografía
Ha publicado numerosos discos.

### Como autora principal
- Mitt ville hjerte (My wild heart, 1987)
- Blå krukke (Blue jug, 1989)
- Spor (Trace, 1991)
- Gåte ved Gåte (Riddle beside another riddle, 1994)
- Erindring (Memory, 1995)
- Månestein (Moon stone, 1997)
- Svarta Bjørn (Black bear, 1998)
- Norwegian Mood (2000)
- 11 ubesvarte anrop (11 unanswered calls, 2002)
- You'd Have To Be Here (2003)
- Over en by (Over a town, 2005)
- Reise (Journey, 2007)
- Ly (Shelter, 2009)
- Fantastik Allerede (Fantastic Already, 2010)
- Og så kom resten av livet (And then the rest of your life. 2012)
- Det Vi Har (What we have. 2017)

### En colaboración con otros artistas
- Tid å hausta inn (1983, new edition 2001) con Lars Klevstrand.
- Salmer på veien hjem (Psalms on the way home, 1991) con Ole Paus and Mari Boine Persen.
- Ord fra en fjord (Word from a fjord, 1992) con Ola y Lars Bremnes.
- Folk i husan (People in the houses, 1993) con Ola Bremnes y Arne Bendiksen Records.
- Cohen på norsk (Cohen in Norwegian, 1993) con varios artistas.
- Løsrivelse (Breakaway, 1998) con Ketil Bjørnstad.
- The Man From God Knows Where (1999) entre otros con Tom Russell.
- Soløye (Sun eye, 2000) con Ola y Lars Bremnes.
- Desemberbarn (December child, 2001) con Rikard Wolff.
- Voggesanger fra ondskapens akse (Lullabies from the Axis of Evil) (2003) con Eva Dahlgren y Anisette Koppel.